# Monte Santa Maria Tiberina
Monte Santa Maria Tiberina és un comune (municipi) de la província de Perusa, a la regió italiana d'Úmbria, situat uns 40 km al nord-oest de Perusa.
L'1 de gener de 2018 tenia 1.156 habitants.